# How Long (canção de Charlie Puth)
"How Long" (estilizada como "How L?ng" na capa do single) é uma canção do cantor estadunidense Charlie Puth, gravada para seu segundo álbum de estúdio Voicenotes. Foi composta pelo próprio intérprete em conjunto com Jacob Kasher e Justin Franks, sendo produzida por Puth. O seu lançamento ocorreu a 5 de outubro de 2017, através da Atlantic Records, servindo como segundo single do disco.

## Vídeo musical
O videoclipe oficial da canção foi lançado em 19 de outubro de 2017, no canal oficial de Charlie Puth no YouTube. Possui Puth dançando na rua e andando pela parede, desafiando, assim, a gravidade.

## Faixas e formatos
| Download digital |            |         |  |
| N.º              | Título     | Duração |  |
| 1.               | "How Long" | 3:20    |  |

## Créditos
Todo o processo de elaboração de "How Long" atribui os seguintes créditos:
Gravação e publicação
- Mixada nos Larrabee Studios (Hollywood, Califórnia)
- Masterizada nos The Mastering Palace (Nova Iorque)
- Publicada pelas seguintes empresas: Charlie Puth Music Publishing, Artist 101 Publishing Group (BMI) — administradas pela Warner Chappell —, Rap Kingpin Music e Prescription Songs (ASCAP), Artist Publishing Group West e J Franks Publishing — administradas pela WB Music Corp. (ASCAP).

Produção
| - Charlie Puth: composição, vocalista principal, produção, programação, gravação, mixagem e baixo - Jacob Kasher: composição - Manny Marroquin: mixagem - Jeff Jackson: assistência de mixagem | - Chris Galland: assistência de mixagem - Dave Kutch: masterização - Jan Ozveren: guitarra - Dmitry Gorodetsky: baixo |

## Desempenho nas tabelas musicais
| Tabela musical (2017–18)                               | Melhor posição |
| ------------------------------------------------------ | -------------- |
| Alemanha (Media Control Charts)                        | 9              |
| Argentina (Monitor Latino)                             | 8              |
| Austrália (ARIA Charts)                                | 17             |
| Áustria (Ö3 Austria Top 40)                            | 45             |
| Bélgica (Ultratop 50 de Flandres)                      | 19             |
| Bélgica (Ultratop 40 da Valônia)                       | 9              |
| Canadá (Canadian Hot 100)                              | 24             |
| Colômbia (National Report)                             | 40             |
| Coreia do Sul (Gaon Music Chart)                       | 10             |
| Croácia (Croatian Airplay Radio Chart)                 | 24             |
| Dinamarca (Tracklisten)                                | 17             |
| Escócia (The Official Charts Company)                  | 8              |
| Eslováquia (IFPI Slovenská Republika)                  | 18             |
| Eslovênia (SloTop50)                                   | 30             |
| Espanha (Productores de Música de España)              | 58             |
| Estados Unidos (Billboard Hot 100)                     | 21             |
| Estados Unidos (Pop Songs)                             | 3              |
| Estados Unidos (Adult Pop Songs)                       | 2              |
| Estados Unidos (Adult Contemporary)                    | 13             |
| Estados Unidos (Rhythmic Songs)                        | 25             |
| Estados Unidos (Hot Dance Club Songs)                  | 32             |
| Equador (National Report)                              | 71             |
| Filipinas (Philippine Hot 100)                         | 9              |
| Finlândia (IFPI Finlândia)                             | 9              |
| França (Syndicat National de l'Édition Phonographique) | 15             |
| Hungria (Magyar Hanglemezkiadók Szövetsége)            | 19             |
| Irlanda (Irish Recorded Music Association)             | 18             |
| Israel (Media Forest)                                  | 5              |
| Itália (Federazione Industria Musicale Italiana)       | 39             |
| Líbano (The Official Lebanese Top 20)                  | 3              |
| México (Mexico Airplay)                                | 31             |
| Nova Zelândia (NZ Top 40 Singles)                      | 17             |
| Países Baixos (MegaCharts)                             | 32             |
| Polónia (Związek Producentów Audio Video)              | 20             |
| Portugal (Associação Fonográfica Portuguesa)           | 23             |
| Reino Unido (UK Singles Chart)                         | 9              |
| Chéquia (IFPI Česká Republika)                         | 22             |
| Rússia (Tophit)                                        | 69             |
| Sérvia (Pop Top Lista)                                 | 4              |
| Suécia (Sverigetopplistan)                             | 44             |
| Suíça (Schweizer Hitparade)                            | 20             |
| União Europeia (Euro Digital Songs)                    | 9              |
| Venezuela (Record Report)                              | 9              |

| País (Empresa)             | Certificação |
| -------------------------- | ------------ |
| Austrália (ARIA)           | Platina      |
| Bélgica (BEA)              | Ouro         |
| Dinamarca (IFPI Dinamarca) | Ouro         |
| Espanha (PROMUSICAE)       | Ouro         |
| Estados Unidos (RIAA)      | Platina      |
| França (SNEP)              | Ouro         |
| Itália (FIMI)              | Platina      |
| Nova Zelândia (RMNZ)       | Ouro         |
| Portugal (AFP)             | Ouro         |
| Reino Unido (BPI)          | Ouro         |

## Histórico de lançamentos
| Região         | Data                  | Formato                      | Gravadora        | Ref.   |
| -------------- | --------------------- | ---------------------------- | ---------------- | ------ |
| Várias         | 5 de outubro de 2017  | Download digital             | Atlantic Records | [ 60 ] |
| Estados Unidos | 9 de outubro de 2017  | Hot adult contemporary radio | Atlantic Records | [ 61 ] |
| Estados Unidos | 10 de outubro de 2017 | Contemporary hit radio       | Atlantic Records | [ 62 ] |